# Balestrate
Balestrate es una localidad italiana de la provincia de Palermo, región de Sicilia, con 6216 habitantes.

Ubicación de la ciudad de Balestrate dentro de la provincia de Palermo.

## Evolución demográfica
| Gráfica de evolución demográfica de Balestrate entre 1861 y 2001 |
|                                                                  |
| Fuente ISTAT - Elaboración gráfica por parte de Wikipedia        |

Balestrate es también conocida como Sicciara, del siciliano "siccia" (seppia, en italiano), porque en las costas de ese pueblo existían abundantes cantidades de esa familia de calamares. Posteriormente adquiere el nombre de Balestrate debido a que los límites de esa población fueron marcados por tiros de ballesta (balestra). Sus costas se extienden por 5 kilómetros, que forman parte del Golfo Di Castellammare cuyo litoral abarca desde Trappeto hasta el Capo Di San Vito, en el extremo noroeste de la isla.
- Esta obra contiene una traducción  derivada de «Balestrate» de Wikipedia en italiano, publicada por sus editores bajo la Licencia de documentación libre de GNU y la Licencia Creative Commons Atribución-CompartirIgual 4.0 Internacional.

Balestrate, es también conocida como Sicciara, del siciliano "siccie" y seppie (italiano), porque en las costas de ese pueblo existían abundantes cantidades de esa forma de calamares. Posteriormente adquiere el nombre de Balestrate debido a que los confines de esa población fueron señalados por tiros de ballesta (Balestra). Forma parte del Golfo Di Castellammare que se extiende desde Trappeto hasta el Capo Di San Vito en el extremo noroeste de la isla.
Según el profesor Angelo Lo Piccolo, cronista de Balestrate, la historia oficial del lugar se remonta a un decreto del Rey Federico de Aragón, en el año 1307, cuyas tierras pasan a dominio de la corte española hasta que el rey Alfonzo, "El Magnánimo", en el año 1456 cede la localidad a Carmelengo Nicoló Leofante y de allí pasa a la familia Leto, luego a Santoro, a Maltese, a Graffeo y a Gesugrande. Bajo el imperio de los borbones, el 29 de marzo de 1820, el monarca Fernando I de Borbón, decreta que los pueblos de Sicciara y Trappeto serán un solo municipio, que se denominará Balestrate. Convertido en municipio autónomo, Balestrate inicia su ascenso y progreso social y económico. Pocos años después el sacerdote, filósofo, economista, médico, escritor y miembro del Parlamento Siciliano, Filippo Evola (18212-1887) hace posible la edificación de la iglesia "Chiesa Madre", que domina la plaza principal (que lleva su nombre) y funda varias instituciones importantes en Palermo, entre ellas la Biblioteca Nacional.
A pocos kilómetros de Balestrate existe una necrópolis griega con cientos de tumbas que datan del siglo IV A.C, y en los alrededores también se han descubierto restos de la cultura árabe. Más adelante, recorriendo la carretera aledaña al mar, se encuentra Castellammare del Golfo y en las montañas que la circundan se encuentra Segesta, una de las principales metas turísticas de Sicilia, centro arqueológico de los más importantes y sugestivos de la isla, en el que se destaca su famoso templo, calificado por expertos como uno de los más perfectos y mejor conservados, digno ejemplo de la cultura dorica.
Allí, en Segesta, habitaron los Élimi, población mixta de indígenas "sicani" y emigrantes de Anatola, además de pobladores griegos iónicos.Su excelente ubicación geográfica y su abundancia en productos agrícolas y pesqueros hizo que Segesta fuera disputada por atenienses y pueblos guerreros provenientes de Cartago. Posteriormente, el imperio romano tomó posesión de la zona trayendo prosperidad y riquezas, hasta que los "sarracenos" y los vándalos destruyeron gran parte de sus monumentos y poblaciones. Sin embargo, quedó intacto el templo y el anfiteatro, que hoy día es visitado por miles de turistas.
Balestrate hoy
Balestrate, hoy, es un balneario turístico, muy apreciado por los habitantes de la capital siciliana, Palermo, que en la época de veraneo colman sus playas y sus hoteles. En apenas 20 minutos, la "autostrada", permite llegar de Palermo a Balestrate, además cuenta con una estación del ferrocarril que recorre la costa desde la capital hasta Balestrate, llegando a la ciudad de Trapani, la más occidental de la isla.
Balestrate cuenta con un moderno puerto para lanchas, yates y peñeros y también es un importante centro agrícola en su parte norte o montañosa, frutales, verduras, olivos y viñas, de las cuales se extraen aceites muy finos y vinos de excelente calidad. En épocas pasadas también fue un importante emporio vinícola de la familia Florio y centro de exportación del preciado líquido, especialmente el tipo zibibbo y el "nero Dávola", además de los blancos, de alta graduación, secos o dulces de suave sabor frutal. El notable impulso del pequeño poblado, fue posible gracias a tres grandes emprendedores de la época (alrededor del año 1827), Beniamino Ingham, Giovanni Woodhouse y Vincenzo Florio. La industria vinícola, según un folleto editado por la alcaldía de Balestrate, logró emplear a más de la mitad de sus habitantes y expandir la siembra de viñedos de alta calidad. También importante fue la contribución de Balestrate en la causa garibaldina para liberarse de las tropas y dominación borbónica. Giuseppe Garibaldi inició la liberación de Italia, justamente por Sicilia y fue huésped de honor en una de las viviendas aristrocráticas de la "vieja Sicciara".
Durante la Primera Guerra Mundial algunos cientos de habitantes emigraron hacia Argentina, Brasil y EE. UU., posteriormente al finalizar la Segunda Guerra Mundial, la situación económica obligó a muchas familias a escapar de la miseria y ubicarse en Venezuela y en varias zonas de Norteamérica; más adelante, con la reconstrucción de Europa, gracias al Plan Marshall, otras tantas familias emigraron hacia Alemania y Bégica. Estos emigrados, al lograr alguna prosperidad, contribuyeron enormemente en la prosperidad de Balestrate, al enviar divisas, producto de su trabajo, a sus familiares del pueblo, que pudieron lograr una vida cómoda y sin sobresaltos.
Hoy, Balestrate es un pueblo cosmopolita. Durante el verano el sitio se colma de turistas, descendientes de "balestratesi", provenientes de los rincones más alejados, especialmente de Estados Unidos, Venezuela, Alemania y Bégica, lo que se transforma en una "pequeña torre de Babel" por la cantidad de idiomas diferentes que se escuchan en las calles. Incluso, uno de sus principales "lidos", tiene el nombre de Oricao, una playa situada en el litoral del estado Vargas, Venezuela, en cuyo "club" se puede disfrutar ron venezolano y en otros sitios se consiguen hasta las famosas arepas. Al Oeste del pueblo se percibe la llamada "Macchia Meditarranea", un bosque lleno de pinos marinos y eucaliptos, en un clima de paz y serenidad.
Fiestas y folklore
Las creencias religiosas están presentes en la cultura "sicciarota", entre sus manifestaciones es importante acotar la "Festa dell´ascensione". Hay un mito popular, que el agua del mar se vuelve dulce en la noche de la fecha en la que se conmemora la ascensión de la virgen María y si alguna persona enferma muerde ese día un ramo de durazno (pesco), se cura milagrosamente.Por ello, en la tarde, decenas de peñeros se alejan de la costa hasta avistar la cruz de la cúpula de la iglesia madre y allí permanecen hasta entrada la noche, disfrutando además del buen vino y las comídas típicas a bordo de la embarcación.
También está la fiesta de San Pedro, protector de los pescadores que tienen su antigua iglesia en la zona más antigua del pueblo. Es el día 29 de junio cuando los pescadores realizan sus actividades cristianas y la procesión del Santo a bordo de unos de los peñeros mejor adornado y seguido de muchas embarcaciones. Otra fecha digna de celebrar es el día de la "Madonna del Ponte", fiesta y procesión que los "balestratesi" se disputan con tres pueblos aledaños: Partinico, Trappeto y Alcamo, considerando que el retablo de la virgen fue encontrado justamente en una cueva que es la frontera de los 4 pueblos. Allí acuden los habitantes creyentes de esos pueblos, festejando, haciendo parrillas en cada escampado y libando el mejor vino, hasta que llega la hora (medianoche) de llevar a la patrona a su iglesia.
Tampoco se puede dejar de lado el Viernes Santo y la procesión que acompaña a Jesús al Calvario, la parte más alta del pueblo. La fiesta de San José (San Giuseppe) es otra de las grandes manifestaciones cristianas, de gran carácter popular en la que muchas familias construyen altares en sus casas en honor al Santo, Esos altares están acompañados de una gran mesa en la que se exhiben los principales productos de la gastronomía del lugar que son consumidos por los "visitantes", cuya afición ese día es precisamente recorrer los altares, saludar a las familias, rendir honores al Santo y tomar un bocado, todo ello acompañado por la bendición del arzobispo que recorre el pueblo. Al día siguiente, como signo de humildad y altruismo, cada familia invita a tres personas pobres para que almuerzen con las delicias que allí se encuentran. La fiesta de los pastores y el carnaval cierran el ciclo de las actividades patronales de Balestrate.
La geografía
Los arqueólogos e historiadores tienen la certeza que el territorio de Balestrate estaba cubierto por el mar hasta varios kilómetros tierra adentro y posee un origen muy antiguo, prehistórico. Como prueba de ello, se encuentran grutas cuyo trayecto no ha sido totalmente explorado y en el que los pocos que se han arriesgado han conseguido lagunas y ríos subterráneos, conchas marinas de todos los tamaños, fósiles de peces y necrópolis, cuyo origen no ha sido del todo certificado. Se habla de tiempos muy remotos, luego de fenicios, persas, griegos, entre otras civilizaciones que habitaron el lugar, restos arqueológicos que estarían enterrados debajo de una arena muy fina, semejante a la del Sahara, que se expande por varios kilómetros en las playas de Balestrate y de Castellammare del Golfo.
El invierno es suave y el verano puede superar los 38 grados centígrados en el mes de agosto, cuando llega el "scirocco" un viento ardiente que proviene de las costas africanas.
Gastronomía
Uno de los platos típicos del pueblo son los tomates deshidratados por el sol (pumaroru siccu), rellenos con pan rallado, ajo, perejil, queso, aceite de oliva, sal y pimienta. Los tomates se extienden, abriéndolos por la mitad, en la época de cosecha, salándolos y exponiéndolos al sol de verano. Hay calles enteras teñidas de rojo, esperando el secado de los tomates. Se colocan en agua en la noche para liberarlos de la sal marina y luego se dejan colar y secar de nuevo. Se rellenan con los ingredientes antes dichos y se fríen en aceite de oliva. Es un excelente antipasto. Incluso se conservan para la época invernal, cuando se acompañan con un buen pan campesino recién horneado y un tinto.
Otro plato tradicional es la pasta con sardinas (pasta cu li sardi), cuyos ingredientes son las sardinas, limpias de espinas, extracto de tomate, hinojo salvaje, pan rallado frito, aceite de oliva. sal, pimienta, cebolla, ajo y pasta (maccheroni o bucatini); además se puede agregar brocoli, uvas pasas y "pinoli". Primero hay que sofreir la cebolla, cortada muy fina, con ajo, agregar el extracto de tomate, vertiendo algo de agua caliente y dejar cocinar. Luego, una vez cocido y colado el hinojo salvaje se le agrega al "succo" junto a pedacitos de sardinas, "pinoli" y uva pasa, salar y llevar a fuego medio. En agua hirviendo se le agregan los brocolis y una vez listos se incorpora la pasta hasta que esté "al dente". Una vez lista la pasta y agregados los ingredientes en una cacerola, se espolvorea con el pan rallado frito y se introduce al horno para completar la cocción.